# Franz Künzel
Franz Künzel (3. března 1900 Horní Růžodol – 14. července 1985 Alsfeld) byl československý politik německé národnosti a meziválečný poslanec Národního shromáždění za Sudetoněmeckou stranu.

## Biografie
Vychodil národní školu v Kateřinkách a vyšší reálnou školu v Liberci. Maturoval roku 1918. V roce 1918 bojoval v první světové válce. V letech 1919–1923 studoval na zemědělské pobočce pražské německé techniky v Libverdě, kde získal titul inženýra. V letech 1924–1930 byl učitelem na německé rolnické škole ve Velkých Losinách. V letech 1930–1935 zastával funkci revizora, později ředitele, Ústředního svazu německých zemědělských družstev na Moravě, ve Slezsku a na Slovensku se sídlem v Brně. V letech 1932–1933 byl docentem na pedagogickém ústavu ministerstva zemědělství v Praze.
Profesí byl hospodářským úředníkem. Podle údajů z roku 1935 bydlel v Brně.
V období let 1935–1937 vedl úřad pro agrární politiku a zemědělské záležitosti při Sudetoněmecké straně. V letech 1936–1938 byl členem Sudetoněmecké zemědělské rady. Ve parlamentních volbách v roce 1935 se stal poslancem Národního shromáždění. Poslanecké křeslo ztratil na podzim 1938 v souvislosti se změnami hranic Československa.
Po roce 1938 zasedal za NSDAP na Říšském sněmu v Berlíně. Po válce žil v Německu.